# مبتنی بر متن (رایانه)
مبتنی بر متن به‌طور معمول به برنامه‌های رایانه‌ای اشاره دارد که بر پایه متن نوشته شده‌اند، یک برنامه که بر پایه متن نوشته شده باشد در وهله اول ورودی و خروجی آن براساس متن است تا اینکه گرافیک یا صدا باشد و به این معنا نیست که مطلقاً این نوع برنامه گرافیک و صدا ندارد، فقط گرافیک و صدا در درجه دوم اهمیت دارند.

## تاریخچه
پیش از دهه ۱۹۸۰، بیشتر رایانه‌ها عملکردشان مبتنی بر متن بود. اپراتور با استفاده از یک صفحه‌کلید که دستگاه اصلی ورودی رایانه تلقی می‌شد دستورهای مورد نیاز خود را در ترمینال تایپ می‌کرد و خروجی آن پس از پردازش بر روی نمایشگرهای تک رنگ(Monochrome) نمایش داده می‌شد. بیشتر برنامه‌هایی که مبتنی بر متن بودند در این دوره نوشته شدند. در طی این دوره، مدیریت یک رایانه به دلیل وجود فضای سخت متنی، کار با رایانه‌ها یک چالش پیچیده و دشوار به حساب می‌آمد.
هرچند با توسعه روزافزون واسط‌های گرافیکی کاربر و بهبودهایی که در حوزه سخت افزار به وجود آمد، بیشتر مهندسان نرم‌افزار شروع به اضافه کردن واسط‌های گرافیکی به برنامه‌های خود کردند. در نتیجه، پس از به وجود آمدن دستگاه‌های اشاره‌گر(ماوس) که قادر بودند مکان‌نمای روی نمایشگر را کنترل کنند دیگر صفحه‌کلیدها به عنوان ورودی اصلی رایانه دسته‌بندی نشدند.
برنامه های بسیاری وجود دارند که امروزه در سیستم‌عامل‌های مدرن هنوز استفاده می‌شوند، به ویژه در یونیکس و شبه‌یونیکس، که معمولاً تنها از طریق پوسته(Shell) در ترمینال اجرا می‌شوند. در این نوع سیستم‌عامل‌ها برنامه‌های مبتنی بر متن به عنوان برنامه‌های اصلی برای مدیریت سیستم، برنامه‌نویسی و اسکریپت‌نویسی استفاده می‌شود. در مقابل سیستم عامل مایکروسافت ویندوز بهره کمتری از چنین برنامه‌هایی می‌برد، که این موضوع در اصل به علت بقایای سری MS-DOS است، گرچه حتی هنوز تعدادی از این نوع برنامه‌ها در ویندوز وجود دارد.
اصطلاح واسط خط فرمان(CLI) به رابطی اشاره دارد که زمانی بخواهیم به یک سیستم‌عامل که خود مبتنی بر متن است دسترسی داشت. این عملیات در سیستم‌عامل‌های یونیکس و شبه‌یونیکس به وسیله پوسته‌های مختلفی انجام می‌شود و همچنین از CMD و Powershell در ویندوز استفاده می‌شود.

## مزیت‌های برنامه مبتنی بر متن
برنامه‌های مبتنی بر متن معمولاً سریع تر از برنامه‌ هایی هستند که با گرافیک درگیرند. برنامه‌های مبتنی بر متن سریع تر هستند چرا که سیستم بر روی منابع گرافیکی تمرکزی ندارد که این موضوع کمک می‌کند که اینگونه برنامه‌ها سریع‌تر باشند و از حافظه به صورت مؤثرتر استفاده کنند.
واسط خط فرمان به وسیله پارامترهایی که می‌گیرد یا خروجی‌هایی که بین فرمان‌ها می‌تواند انتقال دهد اغلب کنترل بهتری از برنامه، نسبت به واسط‌های گرافیکی در اختیار کاربر قرار می‌دهد.

## محدودیت‌های برنامه مبتنی بر متن
بسیاری ممکن است این نوع از برنامه‌ها را از نظر تجربه کاربری سودمند نشمرند، به خصوص این موضوع برای کاربران تازه‌کار صدق می‌کند. در حالی که کاربر ممکن است یاد بگیرد که چگونه با دستکاری پارامترها متوجه کارکرد برنامه شود.
یک سیستم مبتنی بر متن معمولاً کاربران را ملزم می‌داند که دربارهٔ فرمان‌ها اطلاعات کافی داشته باشند. اکثریت اینگونه برنامه‌ها دارای یک فهرست راهنما یا سیستم راهنما هستند که همه دستورهایی که برنامه می‌تواند بگیرد را شرح می‌دهند.